# Айвазов, Александр Иванович
Александр Иванович Айвазов (23 августа 1908 года, Харьков — 24 июля 1999 года, Москва) — советский военный деятель, Полковник (1943).

## Начальная биография
Александр Иванович Айвазов родился 23 августа 1908 в Харькове.

## Военная служба

### Довоенное время
В январе 1931 года был призван в ряды РККА. В том же году закончил роту одногодичников при 132-м Донецком стрелковом полку Украинского военного округа. В ноябре 1931 года был назначен на должность командира взвода 132-го Донецкого стрелкового полка Украинского военного округа.
С августа 1932 года служил в 56-м отдельном пулемётном батальоне этого же округа на должностях командира взвода, помощника командира и временно исполняющего должность командира пулеметной роты, начальника школы младшего комсостава, помощника начальника штаба батальона. В феврале 1935 года был назначен на должность помощника командира, а затем — на должность командира стрелковой роты 89-го Чонгарского стрелкового полка Украинского военного округа.
С ноября 1938 года проходил обучение в Военной академии имени М. В. Фрунзе, которую закончил в 1940 году.
В ноябре 1940 года был назначен на должность старшего помощника начальника оперативного отдела штаба 12-й армии Киевского военного округа, а в феврале 1941 года — на должность старший помощник начальника 2-го отделения оперативного отдела штаба этого округа.

### Великая Отечественная война
В июле 1941 года Айвазов был назначен на должность старшего помощника начальника оперативного отдела штаба Юго-Западного фронта, находясь на которой, принимал участие в Киевской оборонительной операции, в боях за Киев был ранен.
В мае 1942 года майор Александр Иванович Айвазов был назначен на должность заместителя начальника оперативного отдела штаба Южного фронта, а в июне — на должность заместителя начальника штаба, он же начальник оперативного отдела штаба 24-й и 58-й армий.
В январе 1943 года состоял в распоряжении Военного совета Закавказского фронта. 13 января подполковник Айвазов был назначен на должность начальника штаба 10-го стрелкового корпуса (58-я армия, Северо-Кавказский фронт). С 26 января по 4 февраля временно командовал этим корпусом. С 27 февраля по 2 марта при выполнении боевого приказа командующего 58-й армии о сосредоточении частей Айвазов, являясь ответственным за организацию марша, вместе со штабом корпуса двигался в хвосте колонны, а также не организовал связи с 62-й стрелковой бригадой и не обеспечил необходимой организации марша, в результате чего бригада отклонилась от намеченного маршрута. Решением Военного трибунала Северо-Кавказского фронта от 17 марта 1943 года Айвазов был приговорен к 7 годам лишения свободы в ИТЛ с отсрочкой исполнения приговора до окончания военных действий.
30 апреля был назначен на должность начальника штаба 276-й стрелковой дивизии. С 16 по 29 апреля 1943 года временно командовал дивизией, умело руководил её боевыми действиями. С 19 по 24 апреля, находясь в районе населенного пункта Свистельников (восточнее города Темрюк), под артиллерийским огнём противника умело управлял дивизией, что позволило избежать лишних потерь. 13 июня 1943 года Военный трибунал фронта вынес определение признать Александра Ивановича Айвазова не имеющим судимости.
В феврале 1944 года полковник Айвазов был назначен на должность начальника штаба 120-го стрелкового корпуса, участвовавшего в Никопольско-Криворожской, Проскуровско-Черновицкой, Львовско-Сандомирской, Сандомирско-Силезской, Нижнесилезской и Берлинской наступательных операциях. В начале мая 1945 года Айвазов временно исполнял должность заместителя начальника штаба 9-й гвардейской армии, участвовавшей в Пражской операции.

### Послевоенная карьера
С июля 1945 года исполнял должность заместителя начальника штаба, одновременно был начальником оперативного отдела сначала 9-й гвардейской, а с апреля 1946 года — 5-й гвардейской армий в Центральной группе войск.
С января 1947 года проходил обучение в Высшей военной академии имени К. Е. Ворошилова.
В декабре 1948 года был назначен на должность начальника штаба 39-го гвардейского воздушно-десантного корпуса, а в январе 1952 года — на должность старшего преподавателя кафедры общей тактики родов войск и оперативного искусства Высшей военной академии имени Ф. Э. Дзержинского. С августа 1957 года состоял в распоряжении 10-го Управления Генштаба ВС СССР.
В декабре 1960 года полковник Александр Иванович Айвазов вышел в запас. Умер 24 июля 1999 года в Москве.

## Награды
- орден Ленина (1956);
- три ордена Красного Знамени (22.07.1941, 11.04.1945, 1951);
- орден Суворова 2 степени (25.08.1944);
- два ордена Отечественной войны 1 степени (23.10.1943, 06.11.1985);
- орден Красной Звезды (1946);
- Медали.